# Diario Frontera
Diario Frontera — венесуэльская региональная газета, главный офис которой расположен в городе Эхидо (штат Мерида). Слоган газеты — «El diario del occidente del país» (в переводе с испанского языка «Ежедневная газета запада страны»).
Распространяется в стандартном цветном формате. Содержит региональные, национальные и международные новости. Включает два приложения, издаваемых каждое воскресенье: «Aquí entre Nos magazine» и «Chipilín» (детское приложение). Кроме того, имеются такие специальные выпуски как «Feria del Sol» и «Día del Trabajador».
Основана 12 августа 1978 года. Изначально печаталась в чёрно-белом цвете. В 1980-х годах стала газетой широкого профиля. С 1989 года в газете присутствует раздел, посвящённый Андскому университету, который занимает важное место в жизни города.

## Руководители
- Рафаэль Анхель Гальегос
- Альсидес Монсальве